# Neottia latilabra
Neottia latilabra är en orkidéart som först beskrevs av Evrard och François Gagnepain, och fick sitt nu gällande namn av Ined. Neottia latilabra ingår i släktet näströtter, och familjen orkidéer. Inga underarter finns listade i Catalogue of Life.